# Генпентаконтасеребротетрадекагадолиний
Генпентаконтасеребротетрадекагадолиний — бинарное неорганическое соединение
гадолиния и серебра
с формулой Ag51Gd14,
кристаллы.

## Получение
- Сплавление стехиометрических количеств чистых веществ:

{\displaystyle {\mathsf {14Gd+51Ag\ {\xrightarrow {975^{o}C}}\ Ag_{51}Gd_{14}}}}

## Физические свойства
Генпентаконтасеребротетрадекагадолиний образует кристаллы
гексагональной сингонии, пространственная группа P 6/m, параметры ячейки a = 1,2676 нм, c = 0,9311 нм, Z = 1
.
Соединение конгруэнтно плавится при температуре 975°C  (970°C )
и имеет область гомогенности 22÷25 ат.% гадолиния.